# ویک الفورد
ویکتور هنری الفورد (انگلیسی: Victor Henry Elford؛ زادهٔ ۱۰ ژوئن ۱۹۳۵ در پکام – ۱۳ مارس ۲۰۲۲) رانندهٔ سابق مسابقات اتومبیل‌رانی اهل بریتانیا بود که از فصل ۱۹۶۸ تا ۱۹۶۹، و دوباره در فصل ۱۹۷۱ در مجموع در سیزده گراند پری از مسابقات جهانی فرمول یک شرکت کرد.
الفورد در طول دوران فعالیت خود در فرمول یک ۸ امتیاز را به نام خود به‌ثبت رساند.